# حذانة (المخادر)

تعديل مصدري - تعديل

حذانة محلة تابعة لقرية العارضة، التابعة لعزلة المعشار بمديرية المخادر إحدى مديريات محافظة إب في الجمهورية اليمنية، بلغ تعداد سكانها 47 حسب تعداد اليمن لعام 2004.